# Pomadasys andamanensis
Pomadasys andamanensis är en fiskart som beskrevs av Mckay och Satapoomin, 1994. Pomadasys andamanensis ingår i släktet Pomadasys och familjen Haemulidae. Inga underarter finns listade i Catalogue of Life.